# Associação Internacional de Desenvolvimento
Associação Internacional de Desenvolvimento (AID) é o organismo do Banco Mundial que fornece empréstimos sem juros e subsídios aos países mais pobres. Foi criada em 24 de setembro de 1960, e as suas intervenções visam apoiar o crescimento econômico, reduzir a pobreza e melhorar as condições de vida das populações.
O artigo 1º de seu Convênio Constitutivo dispõe que "os objetivos da Associação são promover o desenvolvimento econômico, aumentar a produtividade e assim elevar o nível de vida nas regiões menos desenvolvidas do mundo, compreendidas dentro dos territórios dos membros da Associação, especialmente mediante a contribuição de recursos financeiros para atender às suas necessidades de desenvolvimento mais prementes, em condições mais flexíveis e menos onerosas para a balança de pagamentos do que as dos empréstimos convencionais, contribuindo desta forma para a promoção dos objetivos de desenvolvimento do Banco Internacional para Reconstrução e Desenvolvimento (...) e complementação de suas atividades."
Os empréstimos da AID são de longo prazo e sem juros. Servem para financiar programas que reforçam as políticas, as instituições, as infra-estruturas e o capital humano para que os países possam se desenvolver de maneira equitativa e ecologicamente sustentável. Os subsídios da AID são destinados aos países pobres vulneráveis ao endividamento excessivo ou com surtos de HIV/Aids/SIDA ou atingidos por catástrofes naturais.

## Quem pode ser beneficiado
Três fatores determinam a possibilidade de um país ser um receptor de recursos da AID: 
- A PNB per capita do país deve ser de menos de 965 dólares americanos por ano.
- A falta de solvência do país, o que impede o país de adquirir empréstimos com as taxas praticadas pelo mercado, o que torna imprescindível a obtenção de recursos para financiar seu desenvolvimento econômico.
- Um bom desempenho em matéria de adoção de políticas, ou seja, a colocação em prática de obras políticas, econômicas e sociais que incentivem o crescimento econômico e reduzam a pobreza.

Os países que podem receber recursos da AID porque possuem baixo PNB per capita, tais como Indonésia e Índia, mas possuem crédito internacional para captarem empréstimos do mercado, são chamados de países com financiamento misto.

## Maiores beneficiados
Os maiores países captadores de recursos da AID em 2005 foram:
|    | 10 primeiros receptores da AID no exercício fiscal 2005 | Milhões de dólares americanos |
| 1  | Índia                                                   | 1138                          |
| 2  | Vietnã                                                  | 699                           |
| 3  | Bangladesh                                              | 600                           |
| 4  | Paquistão                                               | 500                           |
| 5  | Etiópia                                                 | 450                           |
| 6  | Gana                                                    | 364                           |
| 7  | Tanzânia                                                | 356                           |
| 8  | Nigéria                                                 | 330                           |
| 9  | Uganda                                                  | 328                           |
| 10 | Afeganistão                                             | 285                           |

Desde o início dos trabalhos, 32 países passaram a não mais emprestar da AID; hoje eles usufruem dos empréstimos do BIRD. Entre esses países estão Chile, República Popular da China, Egito, Coreia do Sul, Marrocos, Tailândia e Turquia.

## Links úteis
- Página oficial da Associação Internacional de Desenvolvimento (em inglês)
- Página oficial do Banco Mundial (em inglês)
- Página do escritório nacional do Banco Mundial no Brasil
- Página do escritório nacional do Banco Mundial em Angola
- Página do escritório nacional do Banco Mundial em Moçambique
- Página do escritório nacional do Banco Mundial em Cabo Verde